# Weyhe
Weyhe község Németországban, Alsó-Szászországban, a Diepholzi járásban. Lakosainak száma 31 958 fő (2023. december 31.).

## Földrajza
Weyhe Stuhr, Syke, Riede és Bréma községekkel határos.

## Itt született személyek
- Category:Births in Weyhe